# Fogscreen
O Fogscreen é uma tela feita de névoa produzida a partir de água potável e nada mais. Ele utiliza um processo patenteado que faz com que a névoa produzida, desça verticalmente de maneira uniforme, sem se desfazer, permitindo assim ser utilizada como uma superfície de projeção. O Fogscreen é uma tela e assim sendo, absorve a imagem vinda de qualquer emissor de luz, podendo ser um projetor, uma luz direcional, ou mesmo feixes de raio laser, comuns em festas e eventos. A diferença é que esta tela é retroiluminada, ou seja, a projeção é vista apenas do lado oposto em que se encontra o projetor. A aplicação mais comum é o uso com projetores, onde a imagem criada, preferencialmente com muito contraste, fundos pretos e fontes grandes, é projetada na tela de névoa e as pessoas podem simplesmente "atravessar" a imagem, como se ela se desmaterializasse.  Apesar de produzida a partir da água, a névoa criada pelo Fogscreen é seca, não molha nem mesmo os cabelos femininos tratados com "chapinhas". Não há cheiro e provoca uma leve sensação de frescor.  Ele foi idealizado e é atualmente fabricado na Finlândia, ganhou vários prêmios na Europa e está à venda em toda Europa, Asia, Estados Unidos e América do Sul, inclusive no Brasil.